# Paa Grant
George Alfred Grant, populairement connu sous le nom de Paa Grant, est né le 15 août 1878 et mort le 30 octobre 1956 , était un commerçant et un politicien sur la Côte d'Or qui a été appelé « le père de la politique de la Gold Coast ». En tant qu’activiste politique, il fut le fondateur, le finaliste et le premier président de la Convention de la Gold Coast unie (en) Costa de Oro (UGCC) en août 1947. Il était également l'un des pères fondateurs du Ghana. Il a payé pour Kwame Nkrumah pour retourner au Ghana depuis les États-Unis.
Un rond-point a été nommé par George Grant à Sekondi Takoradi à sa mémoire.
De nombreux dirigeants d'opinion ont déclaré qu'il était juste de mentionner leur nom dans la lutte pour l'indépendance du Ghana dans la même ligne que « Les six grands (Ghana) (en) »,.

## Biographie

### Éducation et première carrière
Grant est né en 1878 à Beyin, West Nzema, dans une famille influente de commerçants. Il était fils de William Minneapolis Grant et Madam Adjoa (Dwowa) Biatwi du clan Aboradze, et le petit-fils de Francis Chapman Grant, propriétaire du Gold Coast Times et trésorier de la Confédération Fanti.
Grant a été éduqué à l'école Wesleyan à Cape Coast maintenant Mfantassipim School et à travers l'inscription privée donnée par Joseph D. Abraham, un riche ami commerçant de son père. La subvention a ensuite été utilisée dans le commerce du bois, d'abord à Axim, puis pendant cinq ans en Côte d'Ivoire. En 1896, il établit sa propre société, George Grant et Company. Il a prospéré en tant que marchand de bois, avec une entreprise florissante d'exportation, à un moment où le commerce était dominé par les entreprises européennes.
Il a visité la Grande-Bretagne en 1905 et quand la Première Guerre mondiale a éclaté en 1914, il avait établi des contacts commerciaux avec les grandes entreprises du bois d'Europe et des États-Unis. Entre 1914 et 1919 fletó bateaux pour transporter du bois en Grande-Bretagne et aux États-Unis. Il a ouvert ses propres bureaux à Londres, Liverpool et Hambourg entre 1920 et 1922 et, sur la Gold Coast, il a étendu ses activités à Dunkwa, Sekondi et Akim Abuakwa. En 1926, il a été nommé membre du Conseil législatif, au nom de Sekondi. Grant a également été membre de la Société de protection des droits des aborigènes et a été instrumental dans de nombreux projets de développement, y compris l'introduction de l'éclairage de rue et de l'eau durable à Sekondi et Axim.

### Militantisme politique et vie postérieure
Pendant et après la Seconde Guerre mondiale, Grant s'est rendu compte que les Africains de la Côte-d'Or souffraient de nombreuses pratiques coloniales discriminatoires et défavorables et a décidé de prendre des mesures pour faire face à l'insuffisance de la représentation des intérêts africains. Il a invité J. B. Danquah et d'autres à une réunion pour lancer un parti nationaliste. Une quarantaine de personnes, dont les avocats R. A. Awoonor-Williams, Edward Akufo-Addo et Emmanuel Obetsebi-Lamptey, se sont réunis à Saltpond (en) et la Convention unie de la Côte-d'Or (UGCC) a été fondée le 4 août 1947, dans le but de parvenir à l'autonomie. Kwame Nkrumah a été élu secrétaire général de l'UGCC, après avoir été recommandé par Ebenezer Ako Adjei, et Grant a payé le tarif de 100 livres de Nkrumah pour retourner au Ghana depuis Liverpool cette année-là.
Nkrumah s'est séparé plus tard de l'UGCC pour former le Parti populaire de la Convention (CPP), et Grant s'est finalement concentré davantage sur ses affaires que sur la politique. Cependant, ils sont restés en contact et Nkrumah l'a visité deux jours avant la mort de Grant à Axim le 30 octobre 1956, à l'âge de 78 ans. En 1955, il a subi une attaque d'apoplexie dont il n'a jamais complètement récupéré. 

## Vie familiale et personnelle
Les enfants survivants actuels sont Sarah Esi Grant, Mme Rosamond Hamcoman-Grant, William Minneapolis Grant et de nombreux petits-enfants et petits-enfants du monde entier.  
Sarah Esi Subventions Acquah, est la mère de l'avocate Phyllis Christian (en).
Les autres petits-enfants connus sont : Georgina Grant, Margaret Grant, Stella Blay-Kwofie, Christine Blay-Kwofie, Dorothy Blay-Kwofie, Joyce Christian, Letitia Hammond, Rosamond Hammond, James Hemans Hammond, Matilda Hammond.

## Monument et héritage
En hommage au rôle de Grant dans la lutte pour l’indépendance, le gouvernement ghanéen a nommé un nouveau flyover à Caprice, Ghana (en), à Accra.

### Académie de football Paa Grant
L' Académie de football Paa Grant (en) a été formée en 2009 par Kim Tyrone Grant, ancien joueur national du Ghana Black Stars, pour honorer "le dévouement et l'éthique du travail de son grand-père en aidant à apporter liberté et indépendance à tous les Ghanéens de la domination coloniale jusqu'en 1957".

### Université des mines et de la technologie George Grant
Le 12 janvier 2018, le président Akufo-Addo a annoncé, lors d’une congrégation spéciale tenue à l’université, la renommée de l’Université des mines et de la technologie (UMaT), située dans la région occidentale du Ghana, à l’Université George Grant des mines et de la technologie en l’honneur d’être le père fondateur de la lutte du Ghana pour l’indépendance et originaire de la région occidentale,,.

## Lecture supplémentaire
- Ako Adjei, The Life and Work of George Alfred Grant (Paa Grant), Accra: Waterville Pub. House, 1992, 31 p.